# Tibouchina stenopetala
Tibouchina stenopetala là một loài thực vật có hoa trong họ Mua. Loài này được (Griseb. ex Triana) Cogn. miêu tả khoa học đầu tiên năm 1891.